# 니미츠안경원숭이
니미츠안경원숭이(Tarsius niemitzi)는 안경원숭이의 일종이다. 2019년 독일 진화생물학자 카르스텐 니미츠를 기리기 위해 명명되었다. 니미츠와 그의 제자 알렉산드라 니치는 토기안안경원숭이 개체군의 분류학적 특징을 체계적으로 조사하고 최초로 규명했는데, 이는 인도네시아 정부 관리인 롤렉스 라메안다의 제보에 근거한 것으로 전해진다. 니미츠안경원숭이는 술라웨시 중부 술라웨시 해안의 토기안 제도에서 발견된다. 현지에서는 '번싱(bunsing)'이라고 불리며, 영어권에서는 '니미츠안경원숭이'라는 이름이 제안되었다.
서식지 감소로 인해 IUCN 적색 목록에서 멸종 위기에 처한 종으로 간주한다.

## 특징
니미츠안경원숭이에 대한 최초 기재를 위해 수컷 세 마리와 암컷 두 마리를 조사했다. 암컷의 체중은 각각 104g과 110g이었고, 꼬리 길이는 각각 24.5cm와 26.1cm였다. 수컷은 125~138g으로 암컷보다 훨씬 무겁고, 꼬리 길이는 암컷과 같았다. 무게와 크기 면에서 니미츠 안경원숭이는 피그미안경원숭이와만 다르고, 상이헤안경원숭이와 같은 술라웨시섬 주변의 작은 섬에 서식하는 다른 안경원숭이와도 다를 수 있지만, 술라웨시섬의 안경원숭이와는 다르다. 다이애나안경원숭이처럼 니미츠안경원숭이는 어두운 피부를 가지고 있다. 털 또한 비교적 어두운 색이며, 얼굴은 회색이다. 술라웨시 주변의 작은 섬에 있는 다른 안경원숭이와 달리 니미츠안경원숭이의 꼬리 끝부분의 덤불 부분은 줄어들지 않는다.
술라웨시안경원숭이의 전형적인 암수 이중창은 니미츠안경원숭이에서도 발견된다. 니미츠안경원숭이의 이중창은 구조적으로 단순하며, 알려진 안경원숭이 이중창 중 가장 단순할 가능성이 높다. 암컷 울음소리 다음에 수컷 울음소리가 두세 번 이어진다.
니미츠안경원숭이와 가장 가까운 자매종은 술라웨시 서부에 서식하는 라리앙안경원숭이이다.

## 보전 상태
니미츠안경원숭이의 개체 수는 심각한 멸종 위기에 처한 것으로 간주된다.